# Moskon
Moskon was een Dacische koning die in de 3e eeuw v.Chr. de noordelijke delen van Dobroedzja geregeerd heeft. Waarschijnlijk was hij het hoofd van een lokale stammenunie, die dichte relaties met de lokale Griekse koloniën hadden en de Griekse stijl van beleid overnamen. De enige bewijzen van zijn bestaan zijn een aantal zilveren muntstukken die dicht bij Tulcea gevonden werden. De muntstukken beeldden een hoofd uit, van een jonge man met lang haar en een tiara op zijn hoofd. Op de achterkant stond een man op een paard en de geschriften ΒΑΣΙΛΕΩΣ ΜΟΣΚΩΝΟΣ, Basileōs Moskōnos betekende van Koning Moskon.